# کاروانسرای سنگی آهوان
کاروانسرای سنگی آهوان یا کاروانسرای انوشیروانی آهوان در منطقهٔ سردسیر آهوان در ۴۲ کیلومتری خاورشهر سمنان قرار گرفته است. ساختمان این کاروانسرا از سنگ و ملات ساروج است. این کاروانسرا در قرن پنجم هجری ساخته شده‌است. در نزدیکی این بنا، کاروانسرای شاه‌عباسی آهوان نیز قرار دارد که در دوره صفویه در کنار کاروانسرای قدیمی ساخته شده است.

## ویژگی‌ها
کاروانسرای انوشیروانی آهوان در طول تاریخ و از اوایل اسلام تا دوره ایلخانی مورد توجه بوده و همواره تعمیراتی بر روی آن برای حفظ بنا انجام می‌شد که گاه تغییراتی را نیز به دنبال داشته و اکنون از ساختمان این رباط فقط دیواره‌های اطراف و قسمتی از دالان‌های ورودی بزرگ باقی مانده و از بقیه بنا تنها تلی از سنگ‌های کوچک و بزرگ به چشم می‌خورد.
پویا بهرادکیان این کاروانسرا را به عصر ساسانیان نسبت داده است. حمیدرضا فرشچی و مهدی حاجی زمانی نیز از این نظر پشتیبانی کرده‌اند و آن را در کنار دیر گچین و دروازه گچ از تنها کاروانسراهای ساسانی نام بردند. اما ارنست هرتسفلد آن را متعلق به دوره زیاریان و منسوب به انوشیروان زیاری می‌داند.
گمان می‌رود که این کاروانسرا از ساختمان‌های دارای اهمیت بوده و گونهٔ ساختمان و آثار موجود، دیرینگی آن را تأیید می‌کند. اکنون از ساختمان این کاروانسرا فقط دیوارهای اطراف و قسمتی از دالان ورودی بزرگ جلو آن بجا مانده و بقیه به صورت تلی از سنگ‌های کوچک و بزرگ درآمده است. حیاط مرکزی کاروانسرا مستطیل شکل است و ۲۶ اتاق دارد.
نویسنده مطلع الشمس دربارهٔ این کاروانسرا چنین می‌گوید:
رباط انوشیروانی که بسیار قدیم و به قدمت آن رباطی در ذهاب و ایاب سفر خراسان دیده نشده و بر نهج غریبی آن را ساخته‌اند تمام این بنا از سنگ و گچ و آجر است چهار ایوان بلند در چهار سمت دارد…
با گذشت زمان و با توجه به راهبردی بودن منطقه آهوان، در دوره صفوی کاروانسرای دیگری در کنار رباط سنگی انوشیروانی ساخته شد. با ساخت کاروانسرای شاه‌عباسی آهوان، رباط انوشیروانی به‌تدریج رونق خود را از دست داد.

## ثبت در فهرست میراث جهانی
در ۲۶ شهریور ۱۴۰۲ در جریان چهل و پنجمین اجلاس کمیته میراث جهانی یونسکو در ریاض، دو کاروانسرای سنگی و آجری (شاه‌عباسی) آهوان به‌همراه ۵۳ کاروانسرای تاریخی دیگر (جمعاً ۵۴ کاروانسرا در ۲۴ استان ایران) تحت عنوان کاروانسراهای ایرانی در فهرست میراث جهانی قرار گرفتند. این مجموعه جهانی به عنوان بیستمین و هفتمین اثر جهانی کشور ایران شناخته می‌شود.